# 伊日·瓦涅克
伊日·瓦涅克（捷克語：Jiří Vaněk，1978年4月24日—）是一位捷克職業網球運動員。

## 职业生涯
在1995年时候，他已经崭露头角，并获得青年单打全球排名第14、双打第21名。
1996年，参加职业生涯，并获得11次ATP挑战赛，并在2000年10月，获得男子单打排名第74名。2000年悉尼奥运会上，他进入到第二轮。

## 外部連結
- 伊日·瓦涅克（英文/西班牙文）的官方資料
- 伊日·瓦涅克的國際網球總會 職業／青少年 官方資料（英文）
- 伊日·瓦涅克的官方資料（英文）